# Gaudencio (nombre)
Gaudencio es un nombre propio masculino de origen latino en su variante en español. Procede de Gaudentius, «contento», del verbo gaudeo, «alegrarse», y este de la raíz indoeuropea gau, «alegrarse». En latín gaudium era la alegría interior, mientras que laetitia la alegría exterior.

## Santoral
- 22 de enero: San Gaudencio de Novara.
- 11 de octubre: San Gaudencio de Gniezno.
- 14 de octubre: San Gaudencio de Rimini.
- 25 de octubre: San Gaudencio de Brescia.
- 6 de noviembre: Beato Gaudencio.

## Variantes
- Femenino: Gaudencia.

| Variantes en otras lenguas | Variantes en otras lenguas |
| -------------------------- | -------------------------- |
| Español                    | Gaudencio                  |
| Alemán                     | Gaudentius, Gaudenz        |
| Catalán                    | Gaudenci                   |
| Danés                      | Gaudentius                 |
| Euskera                    | Gaudentzi                  |
| Finlandés                  | Gaudentius                 |
| Francés                    | Gaudence                   |
| Holandés                   | Gaudentius                 |
| Inglés                     | Gaudentius                 |
| Italiano                   | Gaudenzio                  |
| Latín                      | Gaudentius                 |
| Lituano                    | Gaudentas                  |
| Noruego                    | Gaudentius                 |
| Polaco                     | Gaudencjusz                |
| Portugués                  | Gaudêncio                  |
| Rumano                     | Gaudenţiu                  |
| Ruso                       | Гауденций (Gaudencij)      |
| Sardo                      | Gaudènziu                  |
| Sueco                      | Gaudentius                 |